# Al·lat

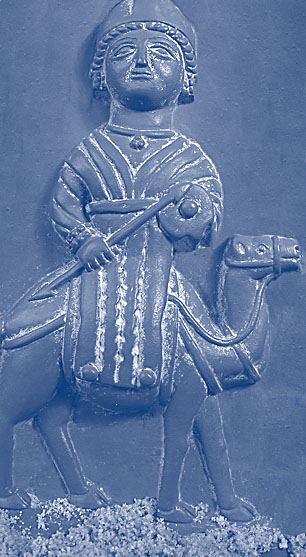
Representació d'Al·lat a camell, baix relleu de Taïf (vers 100 aC)

Al·lat o Al-Lat (àrab: اللات, al-Lāt) va ser una deessa de l'Aràbia preislàmica i una de les tres divinitats principals de la Meca, juntament amb al-Uzza i Manat, amb les que constituïa una Trinitat divina.
Era una divinitat considerada de les més importants. Els devots li atribuïen (com feien també a altres divinitats d'alt nivell) un poder superior sobre les coses terrenals.
La deessa Al·lat (a qui també anomenaven Alilat) se la representava com una pedra blanca quadrada. Els àrabs i altres pobles semites de Síria i Mesopotàmia l'adoraven. Era la Deessa mare de Palmira (al nort de Síria), i tenia com a símbol un lleó. Els nabateus del sur de Jordània i Palestina, la consideraven la deessa del Sol, font de tota vida. La ciutat de La Meca tenia un haram (santuari) dedicat a Al·lat, i una hima o camp sagrat on s'hi feien sacrificis propiciatoris i oracions per atreure els seus favors.
És mencionada a l'Alcorà (sura 53:19), on es precisa que els àrabs preislàmics consideraven aquestes tres deesses com les filles del déu principal (Al·là). Tenia dedicat un important temple a Taïf que va ser destruït pels musulmans en els primers anys de l'adveniment de l'islam.
Heròdot la considerava erròniament equivalent a Afrodita.